# 백양사 칠성각
백양사 칠성각(白楊寺 七星閣)은 울산광역시 중구 성안동에 있는 일제강점기의 건축물이다. 2017년 11월 2일 울산광역시의 문화재자료 제30호로 지정되었다.

## 지정 사유
백양사 칠성각의 건립연대는 1930년대로 추정되며 지붕 기와 교체와 기단 교체 등 수 차례가 있었지만 건물의 가구, 공포, 기둥 등은 창건 당시의 기법을 간직하고 있다.
내부 단청의 경우 보존상태가 양호하고 근대 단청기법을 사용한 것으로 학술적 가치가 높고, 벽화 또한 잘 남아 있어서 보존할 가치가 높다.
백양사 칠성각은 일제강점기인 1930년에 걸립되었지만, 당시의 건축기법과 단청이 잘 남아있어서 당시의 건축양식을 연구하는데 중요한 자료로 울산광역시 문화재자료로 지정･보존할 필요 있다.

## 현지 안내문
백양사(白楊寺)의 창건에 대해 명확히 알려진 바는 없으나, 1960년대에 편찬된『한국사찰전서』에 따르면, 932년 백양(白楊) 조사가 창건한 후 임진왜란 때 소실되었으며, 1678년 연정(衍淨) 선사가 중창하였고, 1753년 설인(雪人) 선가가 다시 중창하였다고 전한다. 이후 조선후기까지 이어지다가 구한말과 일제강점기에 접어들며 사세(寺勢)가 약화되어 퇴락하였으나,「차사중창주비구니보현대공덕비(此寺重刱主比丘尼普賢大功德碑)」의 기록에 따르면, 1922년 비구니 승려 보현에 의해 백양사가 중건되었으며, 1927년에 칠성각이, 1932년에 명부전과 백양선원 등이 건립되었다고 한다.
이 외의 기록으로 울산 최초 읍지(邑誌)인 『학성지(鶴城誌, 1749)』와 1600년대 초기 울산 출신 문인들의 문집에 백양사가 언급되어 있는 것으로 볼 때, 17세기 이전부터 유지되고 있던 것만은 분명해 보인다.
한편, 1933년 신문의 기록에서 보현이 당시 약 9개 동(棟)의 건물을 중건하였다는 내용과 1930년대 초에 촬영된 사진에서도 대웅전과 칠성각의 건물이 나란히 위치한 것을 찾아 볼 수 있다. 그리고 칠성각 내부에 편액되어 있는 「백양사선원칠성계안서(白楊寺禪院七星契案序)」의 내용 중 칠성각 건립 시 시주한 사람들의 명단과 더불어 그 작성시기가 1930년임을 볼 때, 칠성각은 1930년 전에 조성되었던 것을 알 수 있다.
칠성각은 정면 3칸․측면 1칸의 맞배지붕 건물로 3량 가구로 구성되어 있다. 대공은 특별한 초각이 없는 네모대공인데, 판자형식으로 얇게 만든 것이 특징적이며, 보와 서까래 등은 심하게 휘어진 부재를 특별한 가공 없이 피죽만 벗겨 사용하였기 때문에 자연미가 풍부하다. 공포는 이익공으로 초공과 이익공 모두 앙서이며 연화(蓮花)를 초각하였다.
내부 단청의 경우 근대안료를 사용하였으나, 조선후기 단청의 계보를 잇고 있는 것으로 확인된다.
백양사 칠성각은 비록 1920년대에 건립되어 근․현대기를 거치며 기단과 주초, 마루 등에서 일부 변형이 있었지만, 초창기 기능이 그대로 유지되고 있고 조선후기 한국전통건축의 양식을 근대기에 잇고자 하는 등 과도기적 양상을 보여주는 대표적인 사례라는 점에서 학술적 가치가 높다고 할 수 있다.

## 현황
백양사 칠성각은 1930년대 일제강점기에 건립한 백양사의 부전각으로 보존상태는 양호하고 건물 내부 단청 및 벽화(민화풍)가 잘 남아있고, 최근 개･보수로 인해 건축물 하부 초석 및 기단 등이 전면 교체된 상태이다.

## 참고 자료
- 백양사 칠성각 - 국가유산청 국가유산포털